# 古賀徹
古賀 徹（こが とおる、1972年2月6日 - ）は、ふくしまFMのプロデューサー、ディレクター、パーソナリティー。
愛知県名古屋市出身で、2009年3月まではエフエム岩手においてアナウンサー兼ディレクターであった。

## 人物
- 出生地は福岡県大牟田市。血液型はB型。日本大学芸術学部放送学科卒業。
- 音楽の中でも、特にメタル系統の音楽が好みであることが知られている。楽器演奏も得意で、当時IBC岩手放送に所属していたアナウンサー岩下賢一郎（現・岩下生佳／フリーアナウンサー）と『公団』というユニットを結成していたことがある。
- 2009年4月から2011年1月までエフエム戸塚勤務。放送局長兼パーソナリティーを務める。
- 2011年3月から1年間の契約で、福島の放送局エフエム福島にディレクターとして勤務する。着任直後に東日本大震災が発生。
- 2011年5月、震災と原発事故に伴って避難している富岡町の人々に向けて、郡山市の避難所にミニFM局（おだがいさまFM）を開設。
  - 同年8月、避難所の閉鎖により放送終了したが、その後2012年3月11日より臨時災害FM局（富岡臨時災害FM局／おだがいさまFM）として再開。
  - ミニFM局の立ち上げ以降、ボランティアスタッフとして関わっていた。
- 2012年4月〜翌年3月の間はフリーとして、古巣エフエム岩手に時折出演していた。
- 2013年4月にエフエム福島へ再入社。アナウンサーとして各番組に出演するほか、編成制作部長を務める。
- 現在は、取締役・編成技術局長。

## 主な担当番組

### 現在
- レギュラー番組への出演はしていない。たまに臨時で担当することがある。

### 過去
おだがいさまFM
- おだがいさわやかモーニング
- おだがいさまラジオランド

エフエム戸塚
- ZOONY（2009年10月 - 　エフエム戸塚）
- City Ways（2009年4月 - 9月　エフエム戸塚）

エフエム岩手
- ふるさと元気隊総合研究所（2012年5月-2013年3月）
- 魁!ミュー塾
- ヘビー・サウンド・ジャーキー
- MAX WAVESCAPE・水曜日担当
- GOTTA FRIDAY
- Vitamin House
- いわてキッズバラエティ ガー・ぴー・ちゅう
- スマイリング・ハート
- LEAP NIGHTS楽音百貨店

ふくしまFM
- モーニングフリーウェイふくしま
- RADIO　GROOVE
- 国見町ラヂオ課ももたんFM（ふくしまFM）
- はいうぇい人街ネットふくしま（ふくしまFM）
- X-RADIO
- 福島HEAVY METAL計画（ふくしまFM）